# ميخائيل بولارد
ميخائيل بولارد (بالإنجليزية: Michael Pollard)‏ (2 نوفمبر 1989 في نيوزيلندا - ) هو لاعب كريكت نيوزلندي. لعب مع فريق كانتربري للكريكت ‏ وWellington cricket team ‏.

## وصلات خارجية
- ميخائيل بولارد على موقع إي آس بي آن كريك إنفو (الإنجليزية)